# Gastropacha
Gastropacha is een geslacht nachtvlinders uit de familie Lasiocampidae.

## Soorten
- Gastropacha acutifolia Roepke, 1953
- Gastropacha africana (Holland, 1893)
- Gastropacha caesarea Zolotuhin & Witt, 2005
- Gastropacha clathrata Bryk, 1948
- Gastropacha coreana Matsumura, 1927
- Gastropacha deruna Moore, 1859
- Gastropacha eberti de Lajonquière, 1967
- Gastropacha encausta (Hampson, 1900)
- Gastropacha hauensteini Zolotuhin, 2005
- Gastropacha hoenei De Lajonquière, 1976
- Gastropacha horishana Matsumura, 1927
- Gastropacha inornata Frauenfeld, 1859
- Gastropacha insularis Zolotuhin, 2005
- Gastropacha javanus (Draeseke, 1942)
- Gastropacha lidderdali Druce
- Gastropacha longipennis (Hering, 1941)
- Gastropacha minima De Lajonquière, 1979
- Gastropacha moorei Zolotuhin, 2005
- Gastropacha pardale (Walker, 1855)
- Gastropacha pelengata Zolotuhin & J.D. Holloway, 2006
- Gastropacha philippinensis Tams, 1935
- Gastropacha populifolia (Esper, 1784)
- Gastropacha prionophora Tams, 1935
- Gastropacha quercifolia (Linnaeus, 1758)
- Gastropacha remnaumovi Zolotuhin, 2005
- Gastropacha sikkima Moore, 1879
- Gastropacha silvestris (Strand, 1918)
- Gastropacha watanabei Okano, 1966
- Gastropacha weberi Gastropacha weberi
- Gastropacha xenapates Tams, 1935